# IV. Mediteranske igre – Napulj 1963.
4. Mediteranske igre su bile održane u Napulju u Italiji od 21. rujna do 29. rujna 1963. godine.
Sudjelovalo je 13 država koje su se natjecale u 18 sportskih disciplina.

## Tablica odličja
Ljestvica je napravljena prema broju osvojenih zlatnih, srebrnih i brončanih odličja. Kriterij je bio: više osvojenih zlatnih odličja nosi i više mjesto na ljestvici, a u slučaju istog broja, gleda se broj osvojenih srebrnih odličja, a u slučaju istog broja tih odličja, gleda se broj osvojenih brončanih odličja. U slučaju da je i tada isti broj, poredak je prema abecednom redu. Ovaj sustav primjenjuju Međunarodni olimpijski odbor, IAAF i BBC.

Podebljanim slovima i znamenkama je označen domaćinov rezultat na ovim Mediteranskim igrama.
| Mediteranske igre 1963. |             |       |        |        |       |
| Mj.                     | Država      | Zlato | Srebro | Bronca | Zbroj |
| 1.                      | Italija     | 42    | 30     | 23     | 95    |
| 2.                      | Francuska   | 16    | 24     | 15     | 55    |
| 3.                      | Jugoslavija | 10    | 13     | 11     | 34    |
| 4.                      | Turska      | 10    | 3      | 5      | 18    |
| 5.                      | Egipat      | 6     | 13     | 12     | 31    |
| 6.                      | Španjolska  | 6     | 6      | 14     | 26    |
| 7.                      | Tunis       | 2     | 2      | 2      | 6     |
| 8.                      | Maroko      | 1     | 0      | 9      | 10    |
| 9.                      | Grčka       | 0     | 2      | 6      | 8     |
| 10.                     | Sirija      | 0     | 1      | 3      | 4     |
| 11.                     | Libanon     | 0     | 0      | 1      | 1     |
| 11.                     | Monako      | 0     | 0      | 1      | 1     |
|                         | UKUPNO      |       |        |        |       |

## Vanjske poveznice
- Međunarodni odbor za Mediteranske igre
- Atletski rezultati na gbrathletics.com
- SOO